# Pana (Gabon)
Pour les articles homonymes, voir Pana.
Pana  est une ville du Gabon située dans la province de l'Ogooué-Lolo.

## Géographie
Pana est la préfecture du département de la Lombo-Bouenguidi. Sa population est composée majoritairement de Nzébi.

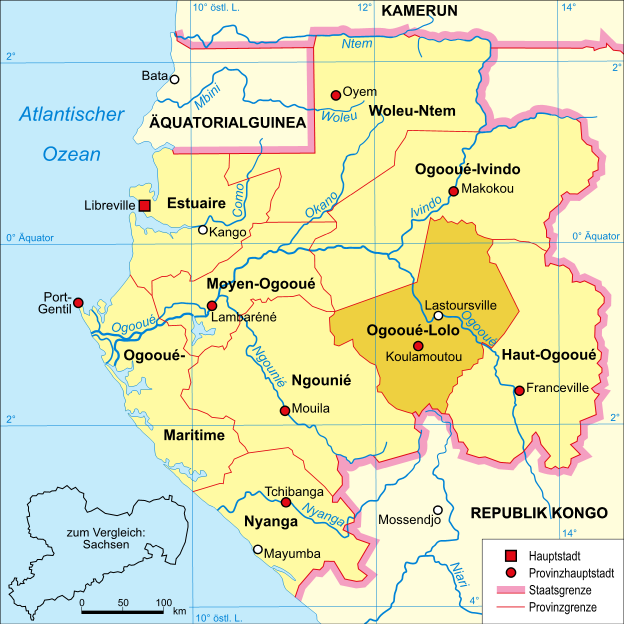
Situation géographique de Pana

Sa population est de 1579 habitants dont une majorité de 807 hommes pour 772 femmes
Les quartiers de Pana sont : Ndjongo, Ngombo, Itsouadi, Silence, Kumu, Mamondo, Pana centre, Mimbamba, Koungou, Bitsabanga et Mapaga. Entre 2003 et 2013 la population de Pana a régressée en passant de 2279 à 1579 habitants

## Histoire
L'histoire de Pana n'est pas documentée. Seule l'actualité politique récente est référencé sur le net.